# Indische lannervalk
De Indische lannervalk (Falco jugger) is een roofvogel uit de familie der valken (Falconidae).

## Herkenning
Deze valk is 39 tot 46 cm lang en weegt 525 tot 850 g en heeft een spanwijdte van 88 tot 107 cm. Het is een grote valk, met de lengte en gewicht van een slechtvalk, maar veel slanker. Deze lannervalk heeft lange vleugels en een relatief lange staart en lijkt daarmee sterk op de gewone lannervalk (F. biarmicus), ook in gedrag. De Indische lannervalk is echter wat donkerder, bruiner en voornamelijk grijsbruin van boven en wit van onder en heeft alleen wat tekening op de buik en flanken.

## Verspreiding en leefgebied
Deze soort komt voor in zuidoostelijk Iran, zuidoostelijk Afghanistan, Pakistan, door India, Nepal, Bhutan, Bangladesh en noordwestelijk Myanmar. Het leefgebied bestaat uit droog, half bebost gebied of open gebied met verspreid staande boomgroepen in laagland tot hoogstens 1000 m boven zeeniveau.

## Status
De grootte van de populatie werd in 2015 door BirdLife International geschat op 15 tot 30 duizend individuen en de populatie-aantallen nemen af door habitatverlies. Het leefgebied wordt omgezet in gebied voor agrarisch gebruik waarbij intensief gebruik wordt gemaakt van pesticides. Verder is de jacht op sakervalken een bedreiging. Om deze redenen staat deze soort als gevoelig op de Rode Lijst van de IUCN.